# غابة فانسن
تقع غابة فانسين في الطرف الشرقي لمدينة باريس، وتبدأ خلف قصر فانسين مباشرة، وتنتشر على مساحة 995 هكتارا (أكثر من 146 ألف شجرة) وهى ببحيراتها الصناعية الثلاثة مكان للنزهة.

## معالمها
- حديقة الزهور: Parc Floral: تنتشر على مساحة 25 هكتارا وتضم عدد من الشاليهات المخصصة لمختلف أنواع الورود والنباتات، بالإضافة إلى ساحات ألعاب تناسب الأطفال حتى سن العاشرة، وعدد من المقاهى والمطاعم... وتقام في الحديقة بصورة دورية بعض المعارض الفنية والزراعية والتجارية التي يتردد عليها أكثر من مليون زائر في العام، وتقع خلف الحديقة ساحات فانسن لمسابقات الخيول التي تتم فيها المراهنات وعروض الفروسية، كما يوجد بها واحد من أكبر نوادى الفروسية في العاصمة، وهو ينظم دورات تدريبية للكبار والصغار من عشاق الخيول.
- قصر فانسن: Château de Vincennes: شيد أول جزء من القصر في أيام فيليب أوغوست وقام القديس لويس بتشييد الكنيسة الصغيرة الموجودة داخله، في حين شيدت القلعة أيام فيليب السادس وتواصل العمل فيها أيام جان لوبون (الطيب) وانتهت أيام شارل الخامس، الذي ولد في القصر عام 1270.

وفى عام 1652، وبتولي مازاران حكم فانسن، تم بناء جناح لإقامة الملك والملكة، أمضي فيه الملك الشاب لويس 14 شهر العسل، من بداية القرن السادس عشر وحتى عام 1783، وبسبب نبذ الملوك للإقامة في القصر، تحول الجناح الملكي إلى سجن من نوع خاص (خاص بالفلاسفة والفنانين)... إذ كانت الإقامة فيه أكثر لطفا من سجن الباستيل الشهير. وتحت حكم نابليون بونابرت، تحول القصر إلى قلعة عسكرية هامة، فدعمت أبراجه وحوائطه، وزود بعدد من المدافع لحمايته... ثم تحول من جديد إلى سجن رسمي، في سنة 1860، تنازل نابليون عن القصر والأراضي المحيطة به لصالح مدينة فانسن ليتحول منذها إلى ملك عام، ولتقسم أجزاء من الغابة المجاورة له إلى مجموعة من الحدائق المفتوحة للجمهور، وتحول القصر أيام الاحتلال الألماني قبل الحرب العالمية الثانية إلى مقر من مقرات قيادة الاحتلال.
- حديقة الحيوان: Zoo de Vincennes: تقع في الغابة وتبلغ مساحتها 14 هكتارا وتضم قرابة 500 حيوان و600 طير، وتتميز بصخرتها الصناعية البالغ ارتفاعها 70 مترا، وتوجد على مقربة من حديقة الحيوان مساحة من الغابة مخصصة لأكبر مدن ملاهي باريس، (خلال الفترة من بداية شهر مايو وإلى نهاية شهر يونيو من كل عام، لتنتقل بعدها إلى غابة بولونيا وشتاء إلى حديقة التويلرى وسط باريس).

متحف الفنون الأفريقية: ويقع في مواجهة حديقة الحيوان، وهو مخصص لفنون المستعمرات القديمة في شمال إفريقيا والمحيطات... ويختص الطابق الثاني فيه بدول المغرب العربي.. كما يمكن فيه زيارة أحواض الأحياء المائية الخاصة بالمناطق الحارة بما فيها التماسيح وعدد من الزواحف الأخرى.
By:Mano Song